# بزبر (إرم)
بزبر (بالفارسية: بزپر) هي قرية تقع في إيران في قسم إرم الريفي. يقدر عدد سكانها بـ 1,267 نسمة .